# Galefele Moroko
Galefele Moroko (* 16. April 1997 in Maun) ist eine botswanische Sprinterin, die sich auf den 400-Meter-Lauf spezialisiert. Mit der botswanischen 4-mal-400-Meter-Staffel gewann sie 2018 die Bronzemedaille bei den Commonwealth Games und siegte 2015 und 2019 bei den Afrikaspielen.

## Sportliche Laufbahn
Erste internationale Erfahrungen sammelte Galefele Moroko bei den Jugendafrikameisterschaften 2013 in Warri, bei denen sie in 55,52 s die Bronzemedaille gewann. Anschließend wurde sie bei den Jugendweltmeisterschaften in Donezk im Einzelbewerb im Vorlauf disqualifiziert und konnte sich auch mit der Sprintstaffel (1000 Meter) nicht für das Finale qualifizieren. Anschließend schied sie bei den Juniorenafrikameisterschaften in Bambous mit 57,73 s im Vorlauf aus. Zwei Jahre später wurde sie bei den Juniorenafrikameisterschaften in Addis Abeba in 60,16 s Siebte und siegte anschließend in 3:32,85 min bei den Afrikaspielen in Brazzaville mit der 4-mal-400-Meter-Staffel, nachdem die Mannschaft aus Nigeria nachträglich wegen eines Dopingvergehens disqualifiziert wurde. Bei den Afrikameisterschaften 2016 in Durban gelangte sie in mit der Staffel in 3:31,54 min auf Rang vier und schied kurz darauf bei den U20-Weltmeisterschaften in Bydgoszcz mit 55,38 s in der ersten Runde aus. Bei den IAAF World Relays 2017 auf den Bahamas belegte sie in 3:30,13 min Rang sechs und qualifizierte sich auch für die Weltmeisterschaften in London, bei denen sie im Staffelbewerb in 3:28,00 min den siebten Platz belegte. 2018 nahm sie erstmals an den Commonwealth Games im australischen Gold Coast teil und schied dort in 54,27 s im Halbfinale aus und gewann mit der Staffel in 3:26,86 min die Bronzemedaille hinter Jamaika und Nigeria. Im August schied sie bei den Afrikameisterschaften in Asaba mit 54,90 s in der Vorrunde aus und belegte mit der Staffel in 3:42,16 min Rang vier.
2019 nahm Moroko erneut an den Afrikaspielen in Rabat teil und siegte dort mit neuer Bestleistung von 51,30 s. Zudem gewann sie mit der Staffel in 3:31,96 min die Silbermedaille hinter Nigeria. Sie qualifizierte sich auch für die Weltmeisterschaften in Doha, bei denen sie mit neuer Bestleistung bis in das Halbfinale gelangte, dort aber nicht das Ziel erreichte. Bei den World Athletics Relays 2021 im polnischen Chorzów verpasste sie mit 3:34,99 min den Finaleinzug in der 4-mal-400-Meter-Staffel. Im August nahm sie an den Olympischen Spielen in Tokio teil und schied dort mit 55,89 s in der ersten Runde aus. Nachdem sie 2022 keine Wettkämpfe bestritten hatte, ging sie im Jahr darauf bei den Weltmeisterschaften in Budapest mit der Staffel an den Start und verpasste dort mit 3:31,85 min den Finaleinzug. Bei den World Athletics Relays 2024 auf den Bahamas verpasste sie mit der 4-mal-400-Meter-Staffel eine Direktqualifikation für die Olympischen Spiele in Paris. Anschließend schied sie bei den Afrikameisterschaften in Douala mit 57,39 s im Vorlauf über 400 Meter aus und gewann mit der Mixed-Staffel in 3:15,93 min gemeinsam mit Leungo Scotch, Obakeng Kamberuka und Bayapo Ndori die Bronzemedaille hinter den Teams aus Südafrika und Nigeria.
2023 wurde Moroko botswanische Meisterin in der Mixed-Staffel über 4-mal 400 Meter.

## Persönliche Bestleistungen
- 200 Meter: 24,39 s (+1,0 m/s), 8. Juni 2018 in Dessau
- 400 Meter: 50,59 s, 30. September 2019 in Doha